# La caja de Pandora
La caja de Pandora és el vuitè àlbum de Super Llopis, està dividit en vuit capítols que són En el Olimpo hay reunión..., La casa embrujada, Cita en el espacio, Una copa de buena voluntad, Los unos y los otros, Entre pirámides..., Situación muy crítica... i La última caja.
Aquest àlbum és valorat per Jan com el millor de la sèrie. L'autor va intentar mostrar amb aquesta obra un valor pedagògic mostrant les diferents mitologies universals.

## Creació
Per a aquest àlbum Jan va investigar quatre mitologies diferents: la grecoromana, l'egípcia, la hinduista i la mesoamericana. El tractament que Jan va fer d'aquests personatges no va ser tant mitològic com esotèric, basant-se en les idees del suís Erich von Däniken. Segons el seu llibre Chariots of the Gods?  (1968) la Terra hauria estat habitada fa segles per extraterrestres que van ser confosos amb déus. Altres exemples de la influència de Däniken en el món del còmic estarien en el treball de Jack Kirby (com a Els Quatre Fantàstics, Thor, Fourth World, Eternals) o a Vol 714 a Sidney, de Tintín.
El 1983 la revista setmanal Mortadelo creada el 1970 va ser cancel·lada. En el seu lloc l'editorial va canviar el nom i la periodicitat de la revista Super Mortadelo per convertir-la en una altra revista setmanal titulada Mortadelo a partir del seu número 170. Un any després d'acabar a Mortadelo Especial el còmic de Los cabecicubos (maig de 1983) Jan va entrar al febrer de 1984 en aquesta revista, cosa que va significar un lloc més important i destacat dins de les publicacions de Bruguera.

## Trajectòria editorial
La història es va publicar inicialment per capítols a la revista Mortadelo (2ª època) als números 176 a 184.
Ha tingut les següents reedicions en altres formats:
- Col·lecció Olé nº 8 de la col·lecció de Superlópez publicat el gener de 1984. Va ser reeditat per Bruguera i per Ediciones B en diferents formats.
- Super Humor Superlópez nº 2 publicat per Ediciones B el juliol de 1987.
- Gran Festival del cómic nº 1 d'Ediciones Bruch de setembre de 1988 (edició parcial).
- Gente Menuda (3ª época) del diari ABC nº 129 a 161 de maig a desembre de 1992.
- Colección Fans nº 8 d'Ediciones B (febrer de 2004).
- Las Mejores Historietas del Cómic Español nº 18 de Unidad Editorial (juliol de 2005).

A Alemanya, on el personatge va rebre el nom de Super-Meier, l'editorial Condor Verlag va publicar en 1984 els primers capítols d'aquesta aventura en el seu desè número, utilitzant per a la portada una realitzada per Jan que no es va publicar a Espanya, mentre que els números finals a l'onzè.
També s'ha publicat en gallec, amb el títol de A Caixa de Pandora, per l'editorial Cerditos de Guinea, però encara no en català.